# Televisão da Associação Académica de Coimbra
A Secção de Televisão da Associação Académica de Coimbra (tvAAC) é a televisão da academia coimbrã, sendo o elemento mais recente da imprensa da Associação Académica de Coimbra (AAC) constituída pelo Jornal Universitário A Cabra e pela Rádio Universidade de Coimbra.
A TV iniciou as suas emissões no circuito interno da AAC e em várias plataformas Web tendo se fixado por fim na plataforma Youtube como alojamento primário dos seus conteúdos em 2007.
Actualmente a tvAAC continua a usar o Youtube como canal primário tendo no entanto começado a experimentar outras plataformas para diferentes tipos de conteúdo, em 2016 o canal adoptou também a pratica usada em diversas redacções de canais televisivos no qual o Website serve não só para publicar conteúdo audio-visual mas também, ocasionalmente noticias compostas apenas por elementos textuais.

## História
A Televisão da Associação Académica de Coimbra (tvAAC), pró-secção da AAC desde 2003 e secção desde 2005, conta actualmente com um variado leque de programas e de produções. Sendo uma televisão de, e para, estudantes.
Para além da linha de programação que tem vindo a ser desenvolvida (tanto a nível da informação como do entretenimento), destacam-se também　os workshops e acções de formação (abordando temas como a linguagem audiovisual, a edição não-linear, o jornalismo televisivo, a realização multi-câmara e o VJ).
A nível dos programas, estes encontram-se subdivididos entre vários departamentos.
O departamento de informação é o responsável pela produção do tvZine, o magazine informativo semanal. Neste programa encontram-se as notícias sobre a Academia, a Universidade e a Cidade, dedicando ainda espaço para a Revista de Imprensa, para o espaço de Entrevista e, pontualmente, reportagem. Este departamento está  também presente em todas as Festas das Latas e Imposição de Insígnias e Queimas das Fitas, através de peças informativas.
Os departamentos de Programação e Produção são os responsáveis pelos restantes programas.
Neste sector encontram-se programas com várias temáticas: Desporto; Cultura; Cinema; Literatura; Comédia; Jogos; Sites; Noite de Coimbra.
Há também outras actividades organizadas pela nossa secção, como o Até Breves (um concurso de curtas-metragens), Emissões Especiais e, em todas as Festas das Latas e Queimas das Fitas, o "Mãe estou na tv", onde os estudantes são convidados a deixar a sua mensagem.
Aos nossos colaboradores e sócios é dada também a possibilidade de participarem nos departamentos de Administração e Tesouraria (responsáveis pela parte mais logística da tvAAC), ou no departamento da Técnica, que gere a parte funcional, tornando possível a realização de todos os conteúdos da nossa secção.
Convém ainda salientar que a tvAAC tem como principais objectivos: a difusão de informação relativa à academia e à realidade local, regional, nacional e internacional; a divulgação, análise e formação dos sócios no domínio da arte e técnica audiovisual e produção de audiovisuais gerais e de índole pedagógico-didático.
Todos os nossos conteúdos encontram-se visíveis no nosso circuito interno (através de televisões espalhadas pelo edifício da AAC e das cantinas), estando também disponíveis no nosso site, em http://tvaac.pt/
Dos 6 anos de actividade realizaram-se uma série de trabalhos dos quais se destacam os seguintes:
Eventos próprios (eventos produzidos pela própria tvAAC)
Queima 24: No âmbito das actividades culturais da Queima das Fitas, a tvAAC não quis deixar de dar a sua contribuição, organizando um novo concurso de curtas-metragens. O conceito deste concurso distingue-se pelo facto das curtas-metragens a concurso serem totalmente produzidas em 24 horas, a partir de um tema atribuído pela organização, aquando do início dessas 24 horas.
Até Breves 2005 a 2010: Concurso de curtas-metragens integrado na Semana Cultural da UC, teve como objectivo promover as criações de jovens cineastas estudantes. Os trabalhos vencedores, para além de serem premiados, percorrem diferentes espaços em todo o país, nomeadamente as FNAC’s de Lisboa, Porto, Coimbra, Faro e Viseu.
Programas especiais: Não deixando passar as datas importantes (17 de Abril, 25 de Abril, Queimas das fitas e Festas das Latas) para os estudantes e para a academia, a tvAAC tem vindo a criar programas e tertúlias com convidados especiais.
Registo vídeo de eventos
Foram filmados diferentes eventos, por iniciativa própria ou a pedido de outras entidades que pretendiam guardar o registo vídeo, muitos deles recorrendo a realização multi-câmara: Gala de Abertura do Encontro Internacional de Coros Mistos ; III e IV Galas Rede UC; Assembleias Magnas, Eleições e Debates para a DG/AAC; FlashMob Queima das Fitas 2010; Mariza no Pátio das Escolas; 120 a Tuna; Red Bull Gravity Challenge; 8 Badaladas; XII e XIV Festuna; Allstar Game da Pró-Liga; Tunalidades; Homenagem a José Afonso, entre outros.
Acções de formação
Ciclos de workshops teóricos e práticos sobre televisão e vídeo, abrangendo diversos temas: Informática para televisão; Workshop Colocação de Voz; Jornalismo Televisivo; Vídeo-Arte Performativa; Câmara e Edição de Vídeo; Técnica de Televisão e Vídeo; Videografismo; Produção de Audiovisuais; Realização multi-câmara.

## Programas e Produções

### Activos
tvZine - O programa noticioso da tvAAC , é um dos mais antigos do canal e foi cancelado em 2013 tendo sido reactivado em 2015 no qual o programa sofreu um rebranding total levado a cabo pelo então presidente do conselho de administração. A coordenação editorial ficou a cargo de Jónatas Laranjeira e a pivot escolhida foi Inês Pereira. A razão pelo qual o programa foi cancelado em 2013 prende-se com o facto da tvAAC ter começado a lançar todas as peças informativas de modo isolado (pratica que ainda mantém), ainda assim e por decisão unânime da direcção o programa foi reactivado juntando todas as peças do mês em questão. Actualmente o tvZine possui uma vertente emitida em directo, o tvZine Flash tem também um espaço de entrevistas e uma regularidade mensal.
Conversas de Café - Programa informativo criado em 2014 com o objectivo de dar a conhecer personalidades de renome da academia coimbrã e do país no geral. O programa, de autoria de Rita Morais, Rita Cruz e Pedro Gonçalves dos Santos, com grafismo de Bruno Figueirdo conta com convidados como Ruy de Carvalho, António Raminhos, Nilton e com nomes da academia como os presidentes da DG/AAC Bruno Matias e Ricardo Morgado (esteve previsto um episódio com José Dias que nunca chegou a ser gravado por motivos de agenda do ex-presidente) assim como com o Dux Veteranorum da Universidade de Coimbra, o Reitor da Universidade de Coimbra e com os presidentes das secções de imprensa da AAC. Em Janeiro de 2017 o humorista Rui Sinel de Cordes fez saber que seria o próximo convidado do programa.
Pó de Palco - O programa dedicado à cultura é o sucessor do "Puf!". As baixas audiências e desorganização geral do departamento de programação fizeram com que o programa fosse suspenso durante algum tempo sendo que foi reactivado num novo formato pela direcção da tvAAC de 2016, mais uma vez o grafismo ficou a cargo de Bruno Figueiredo e a coordenação do programa a cargo de Inês Lourenço.
Mãe Estou na TV! - Juntamente com o tvZine, o "Mãe" foi um dos primeiros programas a serem criados. Neste programa de cariz humorístico o público é o principal actor sendo que devem deixar a sua opinião sobre uma frase pré determinada pela tvAAC (ou por vezes pelo próprio publico em passatempos próprios). O programa é gravado apenas nas Noites do Parque (Queima das Fitas) e na Festa das Latas e Imposição de Insígnias, no entanto foram feitas algumas edições especiais, nomeadamente no Welcome Caloiros (ISEC), na recepção aos caloiros e na Universidade de Verão. Recentemente o "Mãe" passou a levar consigo as mascotes do programa (o logótipo da TV) sendo que na Festa das Latas a mascote é a torre da Universidade, algo que fez com que o nome do programa nessa altura passe para "Mãe Estou com a Cabra" embora mantenha o mesmo formato. O programa neste momento está a ser coordenado por Jónatas Laranjeira
Road to Queima - Criado em 2014 em conjunto com a Comissão Organizadora da Queima das Fitas, o programa segue todo o processo de preparação da Queima assim como todos os eventos integrados na festa. Actualmente o Road to Queima é feito de peças lançadas individualmente

### Cancelados
“PUF”, 19 edições de um magazine cultural quinzenal;
“O Dom da Palavra”, 15 edições de um magazine sobre literatura;
“Papiro Digital”, 20 edições de um magazine sobre os sites do momento;
“The Trailer Show”, 32 edições de um magazine sobre cinema;
“Vício dos Jogos”, 12 edições de um programa relativo a jogos para consolas;
“Apito final”, 57 edições do magazine desportivo semanal que promove as secções desportivas da AAC bem como os seus feitos. Está previsto o regresso deste programa no mandato de 2017;
“Roteiro da Noite”, 9 edições do programa que dá a conhecer os vários locais da noite de Coimbra;
“Tul&Crem”, 2 edições do programa humorístico da tvAAC;
"Ponta da Língua" - Criado em 2014, o programa é o único a manter o mesmo apresentador ao longo de toda a sua existência. Tal como o "Mãe estou na TV!" o programa de comédia coordenado e apresentado por Pedro "GPS" Santos segue o formato vox-pop no qual o apresentador coloca uma pergunta fora do comum ao público de modo a obter respostas caricatas. Este programa nunca foi gravado fora da Queima das Fitas ou Festa das Latas. Com a saída do apresentador da tvAAC no final do seu mandato, o programa terminou.

### Outras Produções
“Manual do Caloiro 2008 e 2009”, manual interactivo para os novos estudantes da UC;
“Especial Nova Imagem tvAAC”, uma produção com conteúdos humorísticos, para registar a mudança da linha gráfica da tvAAC, satirizando ainda os assuntos do momento. (Out 2009);
“Vj”, nas últimas festas académicas, a tvAAC marcou presença nas tendas do recinto com 1 VJ (Latada 2009), com 2 Vjs (Queima 2010) e com 1 VJ (Queima 2013);
“LipDub”, a tvAAC filmou e pós-produziu o LipDub da AAC em Julho 2010;
“Rockluso”, produção de um vídeo do género “cartão de identidade” a pedido de uma banda portuguesa. (Abril 2010);
"Concerto Balada a Coimbra" - Concerto do Grupo de Fado "Amanhecer" gravado pela tvAAC em 2016;
Universidade de Verão - Programa dedicado a cobrir as actividades da Universidade de Verão organizada pela DG/AAC em conjunto com a Universidade de Coimbra
MegaQuímicas - Desde 2014 que a tvAAC está responsável pela cobertura do Mega Químicas organizado pelo NEQ/AAC.
Noite dos Horários - Em 2016 a tvAAC foi contratada pelo Bar AAC para cobrir a Noite dos Horários do primeiro semestre. A segunda Noite dos Horários será em Fevereiro sendo que a comissão organizadora renovou a parceria com a tvAAC
I Ciclo de Concertos de Natal da Sé Velha de Coimbra - Orfeon Académico de Coimbra - O Orfeon solicitou a cobertura em directo do I Ciclo de Concertos de Natal em 2016, infelizmente os mesmos foram incapazes de fornecer as condições necessárias para a ligação à Web o que impossibilitou o directo, a tvAAC gravou o evento sendo que na data em que o mesmo deveria ser publicado o Orfeon pediu que o vídeo não fosse divulgado por ordem do maestro.
Bloopers tvAAC - Todos os anos é tradição no aniversário da tvAAC fazer um convívio com todos os membros da casa no qual são exibido os Bloopers do ano que passou. Este vídeo nunca é divulgado publicamente
Spot Queima das Fitas 2015 - A tvAAC juntou-se à Comissão Organizadora da Queima das Fitas 2015 para produzir o Spot oficial das Noites do Parque. O spot foi escrito e dirigido por João Couceiro e Castro e conta com banda sonora de DJ Ride que apadrinhou essa edição do festival
Spot Festa das Latas e Imposição de Insíginias 2015 - O Spot da Latada de 2015 foi encomendado pela DG/AAC à tvAAC dando total liberdade criativa à casa. Escrito por Luís Moniz (Coordenador da Cultura da DG/AAC), Pedro Gonçalves dos Santos (tvAAC) com a colaboração de João Couceiro e Castro (COQF15), o spot, internamente designado por "Épico", tinha como intuito publicitar a actuação dos grupos académicos na Festa das Latas. A pós-produção visual e sonora do spot esteve a cargo de Diogo Cunha, o Spot contou também com a colaboração da Rádio Universidade de Coimbra
Spot Festa das Latas e Imposição de Insígnias 2014 - A edição de 2014 da Latada foi a primeira a contar com a tvAAC como peça fundamental da sua divulgação sendo que para esta foram produzidos dois spots, um para o evento na generalidade (que contou com a participação de Vasco Quaresma, na altura coordenador da cultura da DG/AAC e membro da TMUC) e um para os grupos académicos. Os spots foram escritos por Andreia Sofia Antunes (na altura coordenadora de imagem da DG/AAC) e contaram com a produção de Tiago Martins Andrade. Em 2015 a parceria DG/AAC - tvAAC foi renovada sendo que em 2016 a DG/AAC optou por ficar ela responsável pela comunicação sendo que a tvAAC apenas forneceu o material de gravação.
Spots variados DG/AAC - A tvAAC tem também a seu cargo a produção de spots diversos para as entidades da casa, em 2015 foi produzido um spot para o gabinete de saídas profissionais da DG/AAC para divulgação interna.

## Emissões especiais
Após a construção do sistema "tvAAC GO Live 2.0" a tvAAC passou a apostar ainda mais nas emissões em directo (Live Streams) algo que já fazia antes mas com recurso a outras plataformas.
Algumas das emissões especiais produzidas em directo pela tvAAC nos últimos anos foram:
Oito Badaladas - Festival da Quantunna (Várias edições)